# Робо
«Ро́бо» — российская фантастическая драма Сарика Андреасяна. В главных ролях: Даниил Муравьёв-Изотов и Владимир Вдовиченков. Премьера фильма в России состоялась 31 октября 2019 года.

## Сюжет
Мальчик-фантазёр Митя (Даниил Муравьёв-Изотов) разочаровал родителей самым оскорбительным образом — он решил стать художником! Не желающий идти по стопам родителей-учёных, он встречает умного робота (голос Сергея Безрукова), сбежавшего от своих создателей. При этом его познания довольно странные: в него загрузили кучу всякого и он даже знает про «семейные ценности», но не в курсе, что такое семья. Поэтому сбегает из лаборатории искать семью! Пряча беглеца, Митя приобретает настоящего друга, который помогает ему решать проблемы дома и в школе. История необыкновенной и удивительной дружбы мальчика и робота, в результате которой каждый из них приобретает новые черты характера, чувства и эмоции.
Инженерам что-то не понравилось в системе Робо, и в лаборатории, где он создавался, решили списать робота, только Митя не хочет его отдавать, а постоянно защищает от всех и прячет. Отныне у этой весёлой и дружной пары будет куча совместных приключений, среди которых и опасные.

## В ролях
| Актёр                  | Роль                                       |
| ---------------------- | ------------------------------------------ |
| Сергей Безруков        | универсальный робот-спасатель «А-112» Robo |
| Даниил Муравьёв-Изотов | Митя Привалов                              |
| Владимир Вдовиченков   | учёный Виктор Александрович Привалов       |
| Мария Миронова         | учёный Надежда Привалова                   |
| Константин Лавроненко  | генерал МЧС Олег Николаевич                |
| Грант Тохатян          | дворник дядя Грант                         |
| Елизавета Моряк        | ассистент Приваловых Катя                  |
| Кристина Орса          | классный руководитель Ольга Петровна       |
| Елена Борщёва          | учительница физкультуры                    |
| Глеб Сердюков          | одноклассник Мити Антон Семёнов            |
| Алёна Крымская         | одноклассница Мити Оля                     |

## Отзывы и оценки
Фильм получил смешанные отзывы критиков: от положительных на сайтах InterMedia и Киноафиша до полного разгрома на Кино Mail.ru и Ленте.ру.